# Moritz Herwig
Moritz Robert Herwig (* 29. Juni 1870 in Dillenburg; † 18. Dezember 1930 ebenda) war ein deutscher Hüttenbesitzer und Abgeordneter des Provinziallandtages der Provinz Hessen-Nassau.

## Leben
Moritz Herwig war ein Sohn des Hüttenbesitzers Moritz Christian Friedrich Herwig (1841–1917) und dessen Ehefrau Hermine Christine Hellwig (1843–1924).
Er wurde Teilhaber der Firma Puddlings- und Walzwerk August Herwig Söhn, die sein Vater und dessen Brüder Oskar und Robert 1867 gegründet hatten.
Von 1911 an bekleidete er das Amt des Vorstandsmitglieds der Süddeutschen Eisen- und Stahl-Berufsgenossenschaft und war ab 1926 deren Vorsitzender.
Herwig betätigte sich politisch, trat der Deutschen Demokratischen Partei bei und erhielt 1920 ein Mandat im Nassauischen Kommunallandtag des preußischen Regierungsbezirks Wiesbaden bzw. des Provinziallandtages der preußischen Provinz Hessen-Nassau, wo er Mitglied des Beamtenausschusses war.
Herwig war von 1922 an Mitglied der Industrie- und Handelskammer Dillenburg und dort zuletzt Vizepräsident.